# Demokršćanstvo
 Ovo je glavno značenje pojma Demokršćanstvo. Za članak o talijanskoj političkoj stranci pogledajte Kršćanska Demokracija (Italija).
Demokršćanstvo ili kršćanska demokracija je naziv za razne političke ideologije, pokrete i stranke koje se zalažu za oživotvorenje kršćanskih vrijednosti u političkom životu društva te nastoje pomiriti kršćanska vjerska, etička i društvena načela s institucijama suvremene demokratske države.
Pokreti koji se nazivaju demokršćanskima su nastali u drugoj polovici 19. stoljeća u Europi, pod utjecajem konzervatizma i katoličkoga društvenog učenja, kao svojevrsna reakcija na pojavu moderne svjetovne države, koja je svojim liberalnim sekularizmom predstavljala izazov dotadašnjim konzervativnim društvenim institucijama, koje su podrazumijevale postojanje vjere i dužnosti. Nestankom staleškog društva kršćanski i svaki drugi pojam dužnosti također nestaje. Pojavljuje se ideja individualizma, a ne više zajednice, koja je dotad bila dominantna. Na mjesto dužnosti, iz industrije i gospodarstva u politiku sve više ulazi pojam (osobne) odgovornosti, koji postaje izuzetno naglašen i u demokršćanstvu. Demokršćanstvo se je javilo i kao reakcija na uspon socijalizma među radničkom klasom, koja je postajala sve brojnijom zbog industrijske revolucije. Danas je još uvijek utjecajno u Europi i Latinskoj Americi, iako je rapidna sekularizacija dobrano načela kršćanski utjecaj u svim zemljama.
Demokršćanske pokrete obično obilježava zalaganje za konzervativna načela u društvenim, moralnim i kulturnim pitanjima, uključujući zaštitu života, braka i obitelji, kao temeljnih vrijednosti, dok se na ekonomskom i fiskalnom području zalažu za intervenciju države u smjeru otklanjanja siromaštva i uvođenja države blagostanja, te su u tom smislu progresivni.
Demokršćanske stranke se zbog toga u političkom spektru najčešće vezuju uz centar, s time da se u Latinskoj Americi smatraju više lijevim, a u Europi više desnim centrom.

## Politička stajališta
Kao i svaka politička ideologija, kršćanska demokracija se tijekom vremena različito manifestira u različitim zemljama.
Kršćanske demokratske stranke u Europi su uglavnom konzervativne. U Latinskoj Americi pak su više progresivne i pod utjecajem teologije oslobođenja. Općenito govoreći, kršćanska demokracija nije zasebna politička kategorija, već uključuje različite elemente drugih političkih ideologija:
• konzervatizam: tradicionalne moralne vrijednosti (očuvanje braka, protivljenje pobačaju), protivljenje sekularizaciji, očuvanje reda i poretka u državi i društvu te odbacivanje komunizma;
• liberalizam: inzistiranje na ljudskim pravima i osobnim slobodama pojedinca;
• socijalizam: podržavanje zajedništva, društvene solidarnosti, potporu države u gospodarstvu i utjecanje države na tržište;
Međutim, postoje i razlike prema tim istim ideologijama:
• konzervatizam: otvorenost za promjene i nepodržavanje društvenog statusa quo;
• liberalizam: odbacivanje sekularizma i stav da je pojedinac dio zajednice i kao takav ima dužnosti prema njoj;
• socijalizam: podržavanje tržišnoga gospodarstva i protivljenje ideji klasne borbe (s izuzetkom sljedbenika teologije oslobođenja).
Kršćanski demokrati su najčešće socijalno konzervativni te načelno ne podržavaju pravo na pobačaj, legalizaciju istospolnih zajednica, iako su u praksi oboje često prihvatili. Pozivaju se na kršćansku baštinu svoje zemlje i naroda te rado prihvaćaju kršćansku etiku, nasuprot liberalističkom i sekularističkom svjetonazoru.
U gospodarskim pitanjima prihvaćaju kapitalizam i slobodno tržište kao ekonomski sustav, iako smatraju bi ekonomija trebala biti u službi čovjeka. Odgovornost države za društvo im je vrlo važna, iako tu postoje velike razlike. U posljednje vrijeme neke desno usmjerene demokršćanske stranke u Europi prihvaćaju ekonomski liberalizam, dok s druge strane ima stranaka koje zagovaraju gledišta kršćanskog socijalizma.

## Nastanak i povijest kršćanske demokracije
Kršćanska demokracija svoje filozofske korijene vuče još od Tome Akvinskoga i njegovih razmišljanja o aristotelijanskoj ontologiji i kršćanskoj tradiciji. Prema njemu, ljudska prava su definirana kao nešto što ljudi trebaju za normalan život. Tako je naprimjer hrana ljudsko pravo jer se bez nje ne može živjeti. Suvremeni autori koji su oblikovali misao kršćanske demokracije su Joseph Görres, Emmanuel Mounier, Étienne Gilson i Jacques Maritain.
U smislu sustavne političke filozofije rođena je na kraju 19. st., uglavnom kao rezultat enciklike Rerum novarum pape Lea XIII., iz 1891., u kojoj je Crkva priznala radničku bijedu i složila se da je potrebno nešto poduzeti oko toga, a kao odgovor na porast socijalističkog utjecaja i sindikalnih pokreta, nakon čega počinje organiziranje i osnivanje katoličkih stranka i sindikata. Stajalište Katoličke crkve o radničkom pitanju dokraja je zauzeto enciklikom Quadragesimo Anno pape Pija XI., 1931. godine. Kršćanska demokracija je otada znatno evoluirala i više nije čisto katolička ideologija, iako se temelji na katoličkome društvenom nauku.
Svoje početke kao konkretan politički pokret ima u političkom djelovanju katoličkih laika u Pruskoj, u drugoj polovici 19. st., koje se je pojavilo kao odgovor na liberalističke društvene tendencije. Program i pokret političkoga katolicizma  javlja se u Njemačkoj konfederaciji, nakon Napoleonskih ratova, kad su se mnogi katolici našli u većinski protestantskim državama. Glavni razlog njegovu nastanku bio je pokušaj kancelara Bismarcka da ograniči utjecaj Katoličke crkve i stavi ju pod nadzor države, prvo u Pruskoj, a onda poslije i u ujedinjenoj Njemačkoj. Borba koja je nastala u povijesti je poznata kao Kulturkampf. Glavna stranka koja se pojavljuje u političkom spektru političkoga katolicizma u Njemačkoj bila je Stranka centra, poznata kao Zentrum (Centar), prvotno pruska, a kasnije svenjemačka stranka. Osnovana je 1870. i sukobila se je s pruskom vladom tijekom Kulturkampfa. Kasnije, u Vajmarskoj Republici, postaje glavna stranka njemačkih katolika, okupivši već ranije oko sebe ostale katoličke stranke u njemačkim zemljama. Međutim od nje se odvaja Bavarska pučka stranka (1919.), slijedeći tradiciju posebnih katoličkih stranaka u Bavarskoj, ističući se kao konzervativnija i više katolička, zalažući se za posebne bavarske interese.
Pod utjecajem Stranke centra nastaje u Njemačkoj i njezina protestantska verzija: Kršćansko-socijalna narodna služba (1929.). Sve njemačke stranke su zabranjene 1933. Po obnovi višestranačja u Njemačkoj, poslije Drugoga svjetskog rata, Stranka centra je obnovljena, ali nije povratila svoju prvotnu važnost. Mnogi njezini članovi pristupili su novoosnovanoj Kršćanskoj demokratskoj uniji (CDU). Cilj nove stranke je da osim katolika uključi i protestante, u zajedničku liberalno-konzervativnu stranku. Kršćanska demokracija prepoznata je kao neutralan i ujedinjujući oblik desnoga konzervatizma, daleko različit od krajnje desnice.
U Bavarskoj je pak nakon Rata osnovana Kršćansko-socijalna unija (CSU), od 1950. sestrinska stranka Kršćanske demokratske unije, a obje stranke u saveznom parlamentu čine zajedničku parlamentarnu frakciju, tj. klub zastupnika zvan Unija. Obje stranke su zajedno stvarale poslijeratnu Njemačku.
U Italiji je na početku 20. stoljeća nastala Talijanska kršćansko-socijalna stranka, za pontifikata Pija X., također pod utjecajem povijesnih okolnosti i burnih političkih događaja sukoba Crkve i države u ujedinjenoj Italiji. Imala je mnogo pristaša. Materijalnu i duhovnu potporu dobivala je od Crkve, a i najvažniji i najagilniji aktivisti bili su svećenici. Njezin se program u širemu povijesnom i političkom kontekstu temeljio na enciklici Rerum novarum, kojom je Leon XIII. potaknuo razvitak katoličkoga socijalnog nauka, a time i pokreta. Kao politička stranka sudjelovala je na talijanskim parlamentarnim izborima 1907. i 1911. Svojevrsna sljednica bila joj je Talijanska pučka stranka, osnovana 1919. godine, u novim okolnostima, a koja je zabranjena u vrijeme fašizma. No već 1942. osniva se u tajnosti, u Milanu, nova stranka – Kršćanska demokracija. Prvobitno članstvo činili su bivši članovi Pučke stranke te politički aktivni katolici koji su za vrijeme fašizma bili organizirani u društvenim organizacijama poput Katoličke akcije i Talijanske sveučilišne katoličke federacije (FUCI). U poslijeratnoj Italiji imala je značajnu ulogu.
U Austriji stasa na prijelazu stoljeća Kršćanska socijalna stranka, prethodnica današnje Austrijske narodne stranke.
U protestantskim zemljama demokršćanske stranke su osnivane od konzervativnih protestanata, kao reakcija na političku moć liberalnih frakcija u protestantskim crkvama. U Nizozemskoj naprimjer Antirevolucionarna stranka, osnovana 1879., javlja se kao oporba protiv ideja Francuske revolucije o narodnom suverenitetu. Stranka ostaje na stajalištu da vlast dolazi od Boga, a nikako ne od naroda. Iako kasnije demokršćanstvo nadilazi to mišljenje i shvaća ga u smislu da Bog daje svakomu pojedincu slobodu i pravo, a da zajedništvo tih sloboda i prava čini vlast naroda, taj se tzv. Burkeov stav katkad nazivao kršćanska povijesnost, kao prikaz povijesti i slika svijeta, i u to vrijeme bio je snažna suprotnost liberalnim idejama i tendencijama, koje su dominirale u političkome životu, a kasnije su ga slijedile Kršćanska povijesna stranka i Kršćanska povijesna unija. Švedski Kršćanski demokrati (Kršćansko demokratsko zajedništvo) u 20. stoljeću, utemeljeni na pentekostalnoj vjerskoj tradiciji, dijele sličan pogled na stvarnost. U pozadini takvih nastojanja se je uvijek krio ili rojalizam, ili teokracija, ali je kasnije sukob u smislu prevlasti bilo svjetovne, bilo duhovne vlasti prevladan razdvajanjem crkve od države, dok je pitanje monarhizma, barem u Europi, riješeno konsenzusom.
Demokršćanstvo se izrazito širi s demokracijom u 20. st., uglavnom u katoličkim, ali i ostalim kršćanskim područjima u Europi i drugdje u svijetu, naročito u Latinskoj Americi.

## Međunarodne demokršćanske organizacije i savezi
•	Centristička demokratska internacionala (CDI) – svjetski politički savez demokršćanskih stranaka, okuplja Europsku pučku stranku i Kršćansku demokratsku organizaciju Amerike
•	Kršćanska demokratska organizacija Amerike (ODCA) – okuplja demokršćanske političke stranke u Latinskoj Americi
•	Europska pučka stranka (EPP) – međunarodna europska stranka koja okuplja demokršćanske i konzervativne stranke
•	Europski kršćanski politički pokret (ECPM) – međunarodna europska stranka koja okuplja demokršćanske stranke, izvan je Centrističke demokratske internacionale
-- ECPYN (Europska kršćanska politička mreža mladih) - međunarodna organizacija mladih koja je nastala iz stranke ECPM i okuplja mlade ljude iz cijele Europe.

## Najpoznatije kršćanske demokratske stranke
- Kršćanska demokracija, u Italiji (povijesna)
- Kršćanska demokratska unija, u Njemačkoj
- Kršćansko-socijalna unija u Bavarskoj
- Stranka centra (Centar), u Njemačkoj
- Kršćanska demokratska stranka Čilea
- Kršćanska demokratska pučka stranke Švicarske
- Kršćansko-demokratski apel, u Nizozemskoj
- Katolička pučka stranka (povijesna), u Nizozemskoj
- Kršćanska unija, u Nizozemskoj
- Narodni republikanski pokret (povijesna), u Francuskoj
- Austrijska narodna stranka
- Kršćanska socijalna stranka (Belgija, povijesna)
- Kršćanska pučka stranka, u Belgiji
- Kršćansko-demokratski i flamanski, u Belgiji
- Kršćanska koalicija Amerike, u SAD-u
- Kršćanska demokratska stranka (Argentina)
- Kršćanska demokratska stranka (Australija)
- Konzervativna kršćanska stranka Bjeloruskoga narodnog fronta
- Unutarnja makedonska revolucionarna organizacija – Demokratska stranka za makedonsko nacionalno jedinstvo

## Poznati kršćanski demokrati
- Karl Lueger, austrijski političar, utemeljitelj Kršćanske socijalne stranke
- Alcide de Gasperi, bivši predsjednik talijanske vlade, osnivač Kršćanske demokracije
- Luigi Sturzo, talijanski političar, osnivač Talijanske pučke stranke
- Ludwig Windthorst, njemački katolički političar, vođa Stranke centra
- Konrad Adenauer, prvi kancelar Zapadne Njemačke i kreator socijalne tržišne ekonomije
- Paul Weyrich, pokretač konzervativnog pokreta u SAD-u
- Giulio Andreotti, bivši predsjednik talijanske vlade
- Francesco Cossiga, bivši talijanski predsjednik i predsjednik vlade
- Iuliu Maniu, bivši predsjednik rumunjske vlade
- Patricio Aylwin, čileanski političar; bio je predsjednik za vrijeme povratka demokracije nakon razdoblja diktature
- Rafael Caldera, bivši venezuelanski predsjednik
- Eamon de Valera, bivši irski predsjednik i premijer, zaslužan za donošenje irskog ustava, a koji sadrži elemente katoličkoga društvenog nauka
- José Napoleón Duarte, demokratski izabran predsjednik Salvadora za Salvadorskoga građanskog rata
- Eddie Fenech Adami, bivši vođa Nacionalističke stranke u Malti
- Eduardo Frei Montalva, bivši čileanski predsjednik
- Abraham Kuyper, bivši nizozemski premijer i osnivač nizozemske Antirevolucionarne stranke, kao i neokalvinističkoga protestantskog pokreta
- Ruud Lubbers, bivši nizozemski premijer
- Kjell Magne Bondevik, bivši norveški premijer
- Xabier Arzalluz, bivši vođa Baskijske nacionalističke stranke
- Aldo Moro, ubijeni predsjednik talijanske vlade
- Boris Trajkovski, poginuli makedonski predsjednik
- Fidel V. Ramos, bivši filipinski predsjednik, utemeljitelj stranke Lakas Kampi – kršćansko-muslimanski demokrati
- Robert Schuman, nekadašnji francuski političar, bivši predsjednik vlade, vođa Narodnoga republikanskog pokreta, europski ujedinitelj
- Wolfgang Schüssel, bivši austrijski kancelar
- Joaquín Balaguer, bivši dominikanski predsjednik
- Adone Zoli, bivši predsjednik talijanske vlade
- Amintore Fanfani, bivši predsjednik talijanske vlade
- Giovanni Gronchi, bivši talijanski predsjednik
- Antonio Segni bivši predsjednik talijanske vlade
- Giuseppe Pella, bivši predsjednik talijanske vlade
- Giovanni Leone, bivši talijanski predsjednik i predsjednik vlade
- Lech Wałęsa bivši poljski političar i državnik, prvi predsjednik demokratske Poljske (1990. – 1995.)
- Lech Kaczyński, poginuli poljski političar i predsjednik
- Alois Mock, bivši austrijski političar
- Wilhelm Marx, bivši njemački kancelar

## Kršćanska demokracija u Hrvatskoj i Bosni i Hercegovini
Iako su mnoge stranke u Hrvatskoj prisvajale taj pojam, u Hrvatskoj se je od 1990-ih formiralo nekoliko stranaka kršćanskog naziva, a koje nisu postigle znatnije političke uspjehe na izborima:
Hrvatska kršćanska demokratska stranka, Hrvatska kršćanska demokratska unija, Kršćanska narodna stranka, Kršćanski demokrati Međimurja, Hrvatski demokršćani, Narodno-kršćanski demokrati, Kršćanska socijalna unija, a danas još uvijek djeluju Hrvatska demokršćanska stranka i Hrvatski rast.
U Bosni i Hercegovini su osnovani Hrvatska kršćanska demokratska unija Bosne i Hercegovine i Hrvatski demokršćani. HKDUBiH još uvijek postoji, dok su Hrvatski demokršćani prešli u Hrvatsko zajedništvo Herceg-Bosne, koje je postao dio Hrvatske stranke prava Bosne i Hercegovine.
Najjača demokršćanska stranka u Hrvatskoj danas jesu Hrvatski suverenisti.

## Također pogledajte
- socijalni nauk Katoličke crkve
- Centar za promicanje socijalnog nauka Crkve
- kršćanska filozofija
- kršćanski socijalizam
- politički katolicizam
- politika
- katolicizam
- treći put
- socijalna pravda
- ideologija

## Vanjske poveznice
| Portal:Kršćanstvo | Portal: Kršćanstvo |